# Fritz Grubert
Michael Rudolf Fritz Grubert (* 30. Juni 1870 in Hildburghausen; † 21. Januar 1925 in Weimar) war ein in Weimar ansässiger deutscher Volksschriftsteller.

## Leben
Der Sohn eines Schriftsetzers in Hildburghausen ging als junger Mann nach Weimar, wo er am 3. Oktober 1892 Emilie Ernestine Ida Hofmann ehelichte. Seinen Lebensunterhalt musste er sich als Lohnkellner und Buffetier verdienen. Beim Tod des als Kriegsfreiwilliger 1915 gefallenen Sohnes Karl August Grubert erscheint er als Berichterstatter.
Aus Gruberts Feder stammen Gedichte, Erzählungen, Lustspiele und Romane, die nur zum Teil in öffentlichen Bibliotheken überliefert sind. Für das Volksstück Berghannes oder Der Dorflump ist in Weimar eine Aufführung am ehemaligen Residenztheater am 24. März 1921 nachweisbar. In seinem Roman Der Hofdämon oder Ein Fürstengeheimnis thematisierte Grubert Geschehnisse am Weimarer Hof um 1900. Oberhofmarschall Aimé Charles Vincent von Palézieux-Falconnet (1843–1907), der von der Weimarer Gesellschaft auch als „Hofdämon“ bezeichnet wurde, diente als Vorbild für den intriganten Titelhelden Graf Falkner; Harry Graf Kessler war Graf Kiesler.

## Werke (Auswahl)

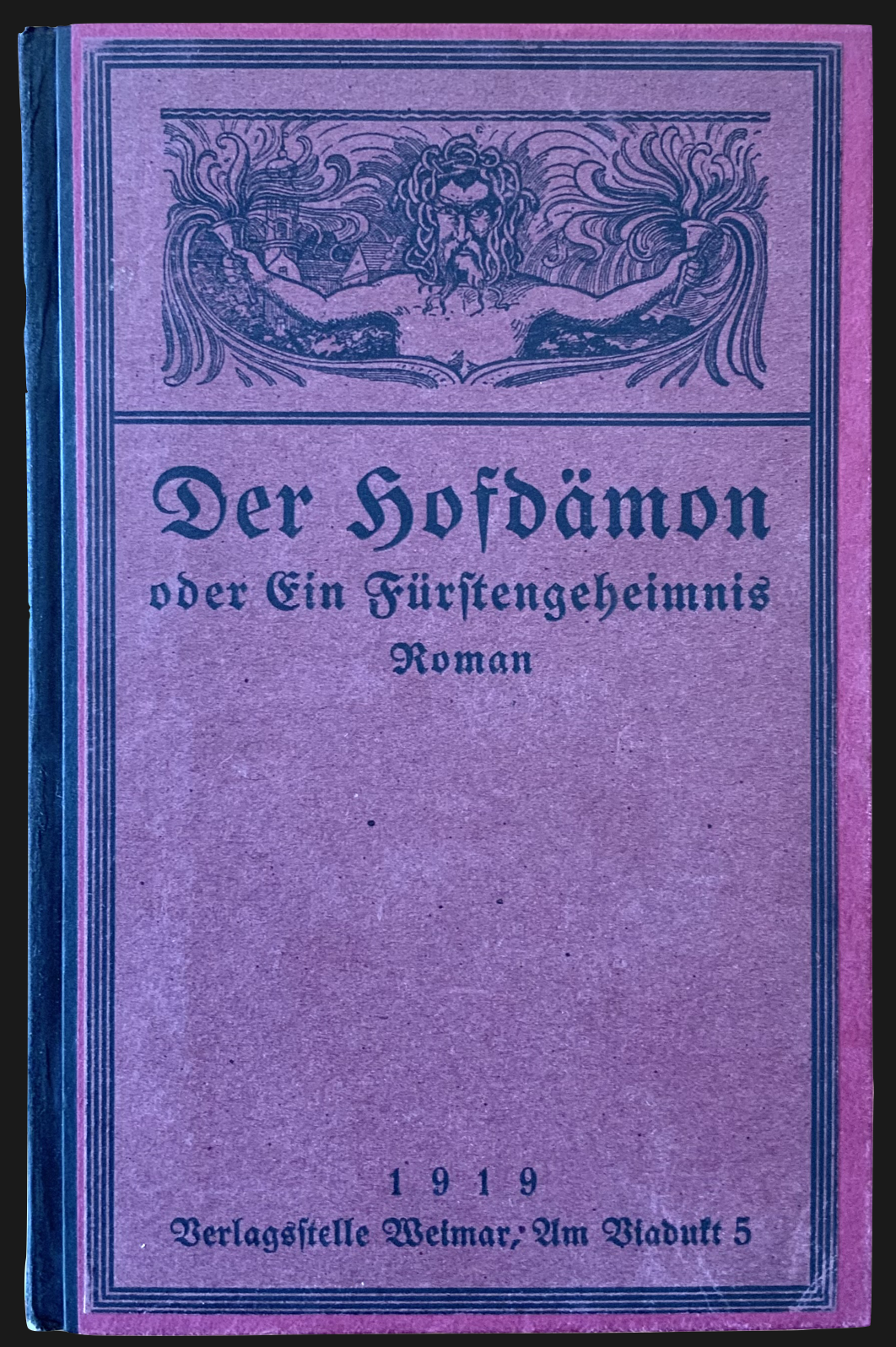
Titelblatt des Romans Der Hofdämon oder Ein Fürstengeheimnis. Verlagsstelle Weimar. 1919.

### Erzählungen
- Frühlingsblüthen und Herbstblätter. Vermischte Gedichte. Weimar 1898.
- Der Hofdämon oder Ein Fürstengeheimnis. Weimar 1919.
- Der Engel von Weimar. Bad Sulza.
- Die Dornenhecke. Ein Hofmärchen. Bad Sulza.
- Fühlingsdämmerung. Bad Sulza.
- Parkrätsel. Bad Sulza.
- Das weiße Reh. Ein Hofmärchen. Bad Sulza.
- Die bürgerliche Landesmutter. Freifrau H. v. Heldburg. Bad Sulza.
- Traumbild und Wirklichkeit. Bad Sulza.
- Der Großherzog von Oldenburg. Eine Humoreske. Bad Sulza.
- Erlöst und Die Ratte. Zwei Nordseeerzählungen. Bad Sulza.
- Der Gipskopf. Eine militärische Humoreske. Bad Sulza.
- Der Pikkolo. Geschichte aus der Gesellschaft. Bad Sulza.

### Bühnenstücke
- Berghannes oder Der Dorflump : Ländliches Volksstück mit Gesang und Musikeinlagen in 5 Aufzügen. Weimar 1921.
- Berghannes. Thüringer Volksstück in 5 Aufzügen. Mit Gesang. Musik von Josef Cianda und A. Bosse. Bad Sulza.
- Gesühnte Schuld. Schauspiel in 5 Akten. Bad Sulza.
- Im Kampf um die Liebe und Ehre (Die Tochter des Juden). Schauspiel in 5 Akten. Bad Sulza.
- Der Verräter. Soziales Drama in 3 Akten. Bad Sulza.
- Im Haus des Harmlosen. Posse in 1 Akt. Musik von A. Bosse. Bad Sulza.
- Das neue Patent. Operettenposse in 1 Akt. Musik von A. Bosse. Bad Sulza.
- Er wird sein Schwiegervater. Schwank in 1 Akt. Bad Sulza.
- Auroras Flucht. Lustspiel nach dem Spanischen in 1 Akt. Bad Sulza.